# Smith & Wesson Model 12
Smith & Wesson (S&W) Model 12 — револьвер калибра .38 Special, производившийся компанией Smith & Wesson в 1953—86 гг. Конструктивной особенностью была его рама — стандартная рама S&W Model 10 (также известного как Military & Police) типа «K» (K-frame), изготавливавшаяся, однако, из алюминиевого сплава. Револьвер, весивший без патронов лишь 524 г, выпускался со стволами длиной 2 и 4 дюйма. У ранних экземпляров легкосплавной была не только рама, но и барабан.

## Модификации
В 1953 году ВВС США заказали компании Smith & Wesson разработать на основе имеющегося револьвера Military & Police Airweight модель с двухдюймовым стволом и алюминиевым барабаном в качестве личного оружия экипажей самолётов. Спецификация на него получила наименование Revolver, Lightweight, Caliber .38 Special, M13. В соответствии с ней вскоре было выпущено около 40.000 экземпляров револьвера S&W M13. Получив многочисленные рапорты о проблемах с барабаном и рамой, возникающих у M13 и его конкурента Colt Aircrewman, ВВС попытались решить эту проблему при помощи выпуска специального патрона с уменьшенным давлением — Caliber .38, Ball, M41 round. Однако, после непрекратившихся отрицательных отзывов, чиновники ВВС сочли этот револьвер непригодным для дальнейшего применения; он был снят с вооружения, а почти все выпущенные его экземпляры были уничтожены.
С 1953 года также выпускалась и гражданская версия M13, называвшаяся Military & Police Airweight, а с 1957 — Model 12 Airweight. Она весила лишь 410 граммов (с алюминиевым барабаном),, оказавшимся недостаточно прочным для использования стандартных патронов .38 Special. Поэтому с 1954 года все новые револьверы этой модели выпускались только со стальным барабаном, что на 100 г увеличило их вес.
В разновидностях «Модели 12» (12-1, 12-2, и 12-3) используется более узкий курок, алюминиевая рама также первоначально была на 2 мм уже обычной рамы типа К. У последней модификации, «Модели 12-4», габариты рамы те же, что и у стальной, и округлая нижняя часть рукояти.
Визуально модификации «Модели 12» и её предшественника «M&P Airweight» можно различить следующим образом:
- «M&P Airweight» (до 1957) — барабан из лёгкого сплава, 4 винта на корпусе и 1 перед предохранительной скобой;
- 12-1 (1962) — резьба штифта экстрактора заменена на левую, ликвидирован винт перед предохранительной скобой;
- 12-2 (1962) — высота мушки увеличена с 2,54 до 3,3 мм;
- 12-3 (1977) — обтюрационное кольцо на качалке цилиндрической формы;
- 12-4 (1984) — толщина рамы та же, что и у стальной[9].